# 任大熊
任大熊（1931年—1970年），中国浙江省海盐县人，中华人民共和国数学教授。

## 生平
1955毕业于北京大学，1957年担任北京大学数学系助教。同年，赫鲁晓夫在苏共二十大所做的《关于个人崇拜及其后果》的报告（又称“秘密报告”），首次公开披露斯大林的屠戮行为。当时在中国属于保密新闻。由于北京大学图书馆有一份英国《工人日报》，上面刊登报告英文译文。任大熊时任数学系助教，可以进入外文期刊阅览室，他阅读后并翻译成中文。由于篇幅很多，数学系陶懋颀和陈奉孝也参加翻译。他们并认识中国人民大学学生林希翎，其男友曹治雄为当时共青团中央书记胡耀邦的秘书，因此获得中文译本并逐句校对。事发后，后被划为“右派份子”，1970年被判处死刑并枪决。